# Liêm Khiết
Liêm Khiết (tiếng Trung: 廉絜; bính âm: Lian Jie), hay Liêm Kiết, tự Dung (庸) hay Tử Tào (子曹), tôn xưng Liêm Tử (廉子), người nước Vệ hoặc nước Lỗ thời Xuân thu, là một trong thất thập nhị hiền của Nho giáo.

## Cuộc đời
Cuộc đời của Liêm Khiết không được ghi chép lại. Năm 72, thời Hán Minh Đế, Liêm Khiết được phối thờ trong Khổng miếu.